# フェーダ
『フェーダ』 (FEDA) は、マックス・エンターテイメントが開発し、株式会社やのまんから発売されたシミュレーションRPGシリーズ。リメイク版を加え全3作が製作された。敵・味方が交互に移動するシミュレーションRPGである。『フェーダ』から続編である『フェーダ2』まで、同じ歴史を綴った物語であるが未だに完結する目処は立っていない。

## シリーズ一覧
- 『フェーダ 〜 ジ・エンブレム・オブ・ジャスティス』（FEDA : The Emblem of Justice、以下、EOJと略記）/スーパーファミコン/1994年10月28日
  - 『フェーダ・リメイク! エンブレム・オブ・ジャスティス』（FEDA Remake! : Emblem of Justice）/セガサターン/1996年6月24日
- 『フェーダ2 ホワイト=サージ・ザ・プラトゥーン』（FEDA2 : White surge the Platoon、以下、WSPと略記）/プレイステーション/1997年4月18日
  - 『フェーダ2 ホワイト=サージ・ザ・プラトゥーン サイクロンズ・ベスト』/プレイステーション/2001年8月30日/フォーウインズ

## ストーリー

### フェーダ（フェーダ・リメイク!）
グルナレイム歴3年、バルフォモーリア帝国の自治区の一つスクーデリア大陸。ここで活動する帝国治安執行部隊の隊員の1人で、かつてのミレニアム・ナイトメア（千年戦争）からの歴戦の戦士であるブライアン・ステルバートは、とある作戦の最中、無辜の市民を虐殺する部隊のやり方に反発し、村人の少女を救おうとして上官に攻撃を加えてしまう。この事件がもとで投獄されたブライアンは、獄中で同僚のウルフリング族の戦士アイン・マクドガルとその部下ドーラ・システィールに出会い、共に脱獄。反帝国を掲げるアルカディア解放軍に参加し、スクーデリア大陸の運命を左右する戦いへとその身を投じるのだった。

### フェーダ2
ブライアン達アルカディア解放軍の叛乱から8年。帝国から悲願の自治を勝ち取り、スクーデリア大陸に建国されたアルカディア共和国(連邦)は、帝国元老院との関係を巡り東西に分裂、内乱という事態に陥っていた。一方、アルカディアの独立に影響された帝国内の自治区では独立の気運が高まっており、帝国はこれを容認する代わりに軍を強制的に駐留させるという法令を発令する。これに反発するビルガンテス公国と帝国軍との間では戦闘が発生。また帝国内では、主要民族のグルナレイム族と、この法令に納得しないドラゴニュート族の間で不仲が生じ、支配体制に亀裂が生じるなど、情勢は混沌としていた。
そんな中、帝国側に与する東アルカディアは、主人公ハーベイ・ウィンストンの率いる部隊ホワイト=サージをビルガンテス公国に差し向ける。

## ゲームの進行
フェーダは、『1』、『2』ともに軍属の傭兵（ゲリラ）部隊を指揮する主人公達を操作して、敵対する軍隊への反乱活動や革命を成功させることを目的としている。基本的には下記のような流れでゲームが進行する。
1. キャンプでパーティの入れ替えや装備などの準備を行う。
2. ミッション先へと移動。
3. 戦闘を開始し、司令部からの目的を達成させる。
4. 戦闘終了後。新たなミッションが与えられ、キャンプへ戻る。

## 独自のシステム
捕虜収容所
『EOJ』特有のシステム。戦闘中に主人公かパートナーのHPが尽きるとゲームオーバーとなるが、パーティメンバーが敗れた場合はわずかなペナルティが発生するだけである。戦線を離脱したユニットは捕虜収容所に収監され、戦闘終了後に簡単な救出ミッションを行うことで戦線に復帰させることができる。また、この救出ミッションは強制ではなく、キャンプフェイズであれば任意のタイミングで行うことができ、遅滞によるペナルティも存在しない。
野戦病院
『WSP』特有のシステム。戦闘中に主人公もしくはパートナーのHPが尽きるとゲームオーバーになる点は前作と共通であるが、パーティーメンバーが撃破された場合の扱いは前作と異なり、捕虜収容所ではなく友軍キャンプの野戦病院へ搬送となる。野戦病院では戦線離脱時の被ダメージによって軽傷2段階、重傷3段階に負傷の程度が分けられており、軽傷に関しては次のミッションに出撃することも可能であるが、負傷の程度に応じてステータスにマイナス補正がかかる。重傷に関しては出撃ができず、負傷の程度に応じた日数を野戦病院で過ごさなければならない。この間、部隊は該当キャラクターを野戦病院に残したままミッションに出撃することも、退院まで部隊全体で待機することも可能である。ただし、部隊全体の待機はOPM（後述）を浪費することになるため、指揮官であるプレーヤーの状況判断が求められる。
OPM
『WSP』特有のシステム。『WSP』では金銭という概念は存在せず、兵装（後述）の選択や支給品の持ち出しは全て、OPMと呼ばれる数値によって管理される。部隊ポイントと解説されているこの数値は部隊に対する予算兼評価のようなもので、ミッションクリア時にポイントが支給され、出撃の際に兵装や携行物資に応じてポイントが引かれていく。前述したように、OPMは金銭ではないため、マイナスになったとしても、兵装選択・物資携行などは通常通り行える。ただし、この数値は『WSP』における称号に直結しており、数値の低下は称号がカオスに傾くことを意味する。逆に言えば、それ以外のデメリットは特にない。
兵装
『WSP』特有のシステム。『WSP』では各キャラクター毎に、1つから4つの兵装と呼ばれるものが用意されている。各キャラクターは基本的な兵種は設定されているものの、この兵装の選択によってキャラクターの特殊技はおろか、各種ステータスから移動力に至るまで変化する。この兵装の交換によってキャラクターはそれぞれに際だった特徴を備えたユニットと化すため、ミッションによって適切な兵装を選択することが『WSP』における重要な要素となる。基本的に、高性能の兵装ほど出撃時に費用なOPMが高い傾向があるほか、ストーリーを進めることで使用可能になる兵装なども存在する。
称号
『EOJ』における称号
部隊はリブラ値と呼ばれるポイントを保有している。このリブラ値はミッションの成功によって加算されるポイントとミッション中で倒した敵（殺した相手）の数に応じて減算されるポイントによって変動し、その値が高いほどLAW（秩序的：可能な限り無益な殺生をしないよう心がけた）、低いほどCHAOS（混沌：破壊の限りを尽くした）な行動を取ったと評価される。ゲーム開始時には中庸に設定されているリブラ値の変化によって、部隊の称号も変化する。称号はLOW寄りからフェダーイン - ヴァルキュリア - グリフィス - ブレードイーグル - バイパー - ファントム - バルログ - ヘルハウンド - ジェノサイド（最もCHAOS寄り）となっており、LOWとCHAOSは初期値でもあるNEUTRAL（中立）のバイパーを境としている。称号システムの特徴は、この称号に象徴される部隊の方向性に同調する形で隊に新規加入するメンバーが変化するほか、加入していたメンバーも称号の変化によって方向性が合わない場合は部隊を去ることにある（その後、称号が変化しても復帰することはない）。称号はストーリーにも若干の影響を見せ、エンディングも最終ミッション終了時の称号によって4種類に分岐する。
『WSP』における称号
『WSP』においては前作とは異なり、称号の意味合いは薄くなっている。『WSP』ではリブラ値の概念がなくなり、称号はOPMの値によって設定される。また、メンバーが固定であるため、称号によるキャラクターの入隊や脱退もなく、称号によるストーリー分岐も存在しないため、称号はOPMを反映する一種のスコアボードの役割を持つに過ぎなくなっている。

## 種族
物語の舞台となるミルドラス=ガルズには実在の人類に等身大で描かれるヒューマンを始め、多種多様な亜人類（と言ってもヒューマンもまたその一種族）が存在しており、ストーリーに奥行きを与えている。ヒューマンも含めて、各種族はそれぞれに他種族に対する正負含めた様々な感情を抱いているほか、社会的な種族差別も（大戦の敗戦民族であるヒューマンに対するそれを除くとしても）往々にして存在している。しかしながら、この種族間の関係は必ずしも個人間の関係に直結しているわけではなく、町や村などでは様々な種族が入り乱れてそれなりの共同体を構成している。バルフォモーリア帝国建国直後を舞台とした『EOJ』においてはこの種族間の関係はかなり露骨に、かつ一般的に描かれているが、そこから数年を経た『WSP』においては、人々の見方も割合リベラルになっており、こうした種族間問題に関わる差別的な発言は保守的な思考の持ち主や差別主義者に限定される様になってくる。
アームドウィング
昆虫にモチーフを取った亜人類。ユニークキャラクターとしてはラセツとトビカゲのみが確認出来る。種族としては不明な点が多くその特異な外見以外には情報が少ない。ラセツの特徴付けは武士か忍者かで比較的曖昧だが、トビカゲは必殺技が手裏剣など明らかに忍者を意識しており、その他のアームドウィングに属するであろうと目される敵キャラクターもサムライやカラスなど日本（作中では東方）を意識した種族となっている。
アルシデア
いわゆる「エルフ耳」を持ったヒューマノイドだが、顔面を横から見ると鼻面が犬めいているのを差異とする。総じて魔法寄りの種族でエルフとの差異は不明だが『EOJ』では古代文明との関連を匂わせるシーンが登場する。ユニークキャラクターは『EOJ』のエリス・ウッドランド、コノリー・ラフレシア、『EOJ』・『WSP』のトム・ウッドランドがいる。
ウルフリング
狼型獣人族。ユニークキャラクターに『EOJ』のシェリー・ラクソマーコス、『EOJ』・『WSP』のアイン・マグドガルが居る。剣士が多く攻撃力と俊敏性に長ける反面防御力は低い。
エルフ
いわゆる「エルフ族」。魔法使いから軽騎兵まで幅広くこなす種族で、美男美女が多い。なお、作中では「ダークエルフ」「フォレストエルフ」「シェードエルフ」等、細かい分類が存在するが、これら各種族の詳細は不明。作中でも単に「エルフ」として括られている。ユニークキャラクターは『EOJ』のエル・ノースウィンド（エルフ）、アリア・カーマインレイク（エルフ）、ソニア・ブルームーン（ダークエルフ）、フレイア・ダークウッド（ダークエルフ）、『WSP』のマーシャ・バーンウッド（シェードエルフ）、ミネルバ・ライラック（フォレストエルフ）、シンシア・シーブルー（フォレストエルフ）。名前に必ず自然にある何かの名称が入ってるのも特徴である。
カーカル
豹型獣人族。ユニークキャラクターはアービー・ヘクソツォール。ウルフリングと同じく攻撃力と俊敏性に長けるが、どちらかというと機動性よりの白兵キャラ。
ガーシタル
詳細不詳の種族。『EOJ』のジェダ・クロウニーがユニークキャラクターであり、外見は通常のヒューマノイドと変わらないが、仮面を装着しているため素顔は知れない。
クラナス
鳥人族。鳥の頭部に翼を持ったヒューマノイドである。ユニークキャラとしては『EOJ』のシェーン・ウレイドバーク、『WSP』のニコライ・シーチェのみが確認できる。総じて、ステータス的には移動力は高いが全体的なステータスは低めで、特に防御力の低さと対空兵器に対する脆弱性のため、機動性を活かした一撃離脱系の遊撃ユニットに向く。
グリフィス
グリフォン型獣人族。セントールの下半身をグリフォンに置き換えた様な姿をしており、人間の上半身、獅子の胴体、鷲の翼を持つ。ユニークキャラクターは『EOJ』のティータ・ブレイド。
グルナレイム
単眼のヒューマノイド。とは言っても作中に登場するグルナレイムは揃って仮面を被っているため、実際の容貌は不明。魔法使いが多いことで知られるなど、種族そのものは決して肉体能力としての戦闘能力が高いわけではない。ミレニアムナイトメア戦役にも亜人類連合で参加していたが、戦争末期まで目立った活躍は記録されていない。しかし、戦争末期に伝説として知られる「終焉の四賢者」なる古代兵器の発見と発動に成功。敵陣営であるヒューマンの本拠地であるミルドラス=ガルズ北東部を陸地ごと消滅させた（終焉の四賢者参照）。これによりヒューマン陣営は壊滅的打撃を受けて戦争は終結。亜人類連合の中心であったドラゴニュート等と共にバルフォモーリア帝国を樹立した。しかしながら事実上の政治的実権はグルナレイムが握っていた（帝国歴がグルナレイム歴であるのはその象徴）。このため、内部的にも種族間対立が生じ、『WSP』ではドラゴニュートとの間に分裂を生じている。ユニークキャラクターは『EOJ』のコバルト・アクセレイセス、オモット・アクセレイセス、『WSP』のマリオット陸軍提督クリフォードが確認できる。
セントール
いわゆる「ケンタウロス族（半人半馬）」のこと。バルフォモーリア帝国ではドラゴニュートやグルナレイム程ではないものの、それなりに支配的な地位におり、前線部隊の隊長や指揮官としてよく見かける。『EOJ』では兵種は騎兵のみであったが、『WSP』では狙撃兵も登場する。ユニークキャラクターは『EOJ』のクリストファー・ディグッド、ジニー・ロックウェル、ランス・スレイダース、アルノスが確認できる。
ドラゴニュート
いわゆる「竜人族」のこと。種族自体として戦闘能力が比較的高く、ミレニアムナイトメア戦役では中心的存在であった。このため、大戦後成立したバルフォモーリア帝国にあってもグルナレイムと並んで大きな権力を握ることとなる。しかし、『WSP』では政治の実権をグルナレイムに奪われ始めたことに対して不満を持ち、独立の傾向を高めている。総じて誇り高い反面、他種族を（殊にヒューマンを）見下す傾向にあり、差別的な発言も多い。ユニークキャラクターは『EOJ』・『WSP』のバート・バルテュークス、リチャード・バルテュークス、『WSP』のM2・ブラッドレーが確認できる。
ヒューマン
いわゆる「人間族」のこと。多種多様な知的亜人類が存在するミルドラス=ガルズにおける一種族。かつて自らのエゴから全亜人類を相手にしてミレニアムナイトメア戦役を引き起こしたとされる。このため、大戦終結後に敵陣営であった亜人類連合を母体として成立したバルフォモーリア帝国においては「下級種族」とされており、要職・公職にあることは希である。この意味では帝国の軍属であったブライアン・ステルバートは比較的珍しい存在であり、総督直下の位置にあったルーク・ヘッグマイヤーはまったく希有な存在といえる。ユニークキャラクターは『EOJ』のブライアン・ステルバート、ロイス・ヘッグマイヤー、リョウカン、スティンガー、ガスト・ダークノア、タスク・ブレストレート、ルーシア・フランモア、『WSP』のハーベイ・ウィンストン、デバイス、カタロフ軍総帥ザハルトが確認できる。
フォックスリング
狐型獣人族。ユニークキャラクターが『EOJ』のドーラ・システィールしか居ないため、詳細は不明である。ドーラに限って言えば狙撃兵のためか俊敏性を除いてウルフリングに一回り劣る。
マシンヘッド
機械人。大半は他律型の戦闘兵器であるが、『EOJ』のシム・エムスやコロッサス、『WSP』のレイスやタイタンのように自立型のタイプもいる。設計と搭載兵装により、近接から遠距離まであらゆる兵種をカバーできるほか、レイスのような後方支援型、さらにはタイタンのような非戦闘型まで幅は広い。
リザードマン
トカゲ型亜人類。ユニークキャラクターとしては『EOJ』のダン・ダーレストが確認できる。鈍重で魔法耐性が低い代わりに、攻撃力や防御力は高く、『EOJ』においてヒューマンであるブライアン・ステルバートの紹介に「耐久力はリザードマン並である」等という記述があるところから推しても、種族そのものの戦闘力は相当高いと思われる。
レオ
獅子型獣人族。ユニークキャラクターは『EOJ』のシシマル。典型的な剣士ユニットであり、やたらと東方かぶれであるが、これが種族としての嗜好なのか彼の個人的な趣味であるのかは不明。

## 登場人物

### フェーダ（フェーダ・リメイク!）の登場人物

#### アルカディア解放戦線第3独立遊撃部隊
ブライアン・ステルバート
声 - 林延年
元帝国軍治安執行部隊第8班小隊長。種族はヒューマン。千年戦争末期最大の作戦に参加し、最前線部隊唯一の生還者であり、「ファウストの亡霊」のあだ名がある。終戦後、あるゲリラ掃討作戦の名の下で行われた虐殺で上官に対し反旗を翻し投獄され、それをきっかけにコバルトの独裁体制に対して疑問を抱いて帝国軍から脱走し、なりゆきからアルカディア解放軍第3独立遊撃部隊のリーダーとして戦うことになる。
性格はアインに比べれば落ち着いており、しばしば諫める側に回るが、ブライアンも軍人として冷徹さを備えている。
必殺技は高威力の「ソードインパルス」。リメイクからは、相手を一定ターン行動不能にする「当て身」が追加。さらに後半からは「当て身」に替わって、広大な範囲を攻撃できる「ガイアストライク」が使用できるようになる。能力は、攻撃力・HPが高く成長していく。クリティカル発生率や回避率は少ない。
アイン・マクドガル
声 - 郷里大輔
元バルフォモーリア帝国軍第108陸軍ハウンド大隊第42治安執行部隊第3班小隊長。第3班小隊は戦績優秀であり、アインの指揮が優秀だったことがうかがえる。投獄されたブライアンに共感、共に軍を脱走し、なりゆきから解放軍第3独立遊撃部隊のサブリーダーとして活躍する。
東方趣味があり、東方伝来の刀を愛用する。口も愛想も悪いが面倒見はよく、トムやコノリーの世話を焼いたりもしている。
必殺技は消費MPが9と手ごろで高威力な「峰月斬（ほうげつざん）」。リメイクでは相手を一定ターン行動不能にする「峰打ち」が追加された。能力的には攻撃力と回避率に優れ、HPの伸びは普通。何故かレベルアップによりHPが下がってしまう場合があるが、終盤で防御力が急上昇する。

##### ニュートラル・ユニット
リブラ値とは無関係に入隊するユニット。
ドーラ・システィール
声 - 三田ゆう子
アインの部隊に所属していたフォックスリング族のアーチャー（弓兵）。女性。クロスボウを武器とする。帝国所属時から対空戦に特筆した成績を残す優秀な射手。その腕はアインも舌を巻く程だがその気性の激しさゆえ彼の苦手な存在でもある。ブライアンらの脱走を手助けし、その流れから彼らと行動を共にする。アインには何かしらの感情がある様子で、アインが毒矢で倒れたときには心配するという面もある。
必殺技は敵を一定ターン行動不能にする「ブリングバインド」。クロスボウでの間接攻撃を得意とするが、反面、HP・機動力に乏しいので、機動力を求められるMAPでは運用が難しい。
ダン・ダーレスト
軍を憎み、聖者の風穴に隠れ住むリザードマンの戦士。斧を武器とする。トムの友人であり、帝国軍と戦えると聞いてブライアン一行に加わる。
必殺技は斧を振り回し隣接する敵を範囲攻撃できる「ハンマースイング」。攻撃力・防御力・HPの伸びがいい反面、機動力が低いので、彼を主力とする場合は、部隊全体の進軍速度を落とす必要がある。
アリア・カーマンレイク
失踪した婚約者を追って本土からスクーデリアに渡ってきたエルフの女性。回復魔法が使えるのを頼りに婚約者捜索のため半ば強引に第3遊撃部隊に加わる。SFC版では容量の少ない中で胸が揺れるエフェクトをカットインで使用していたが、SS版のRemakeではこのエフェクトがカットされた。
リブラ値の変遷によっては部隊唯一の癒し手となる。物理攻撃はまったくできないが、複数キャラを回復できる魔法を使用できる。高めの回避率を持つが、打たれ弱いがエリスよりはHPは高い。
トビカゲ
声 - 堀川亮
師の敵であるラセツを追ってスクーデリアに渡ってきたアームドウィング。忍者。小太刀などの特殊な刀を装備する。ラセツを探すのに都合がよいと判断し部隊に参加する。SS版のフェーダ・リメイク!ではラセツが関わるステージは、彼を抜きにしてはクリアできない。本懐を遂げた後は、感謝の証として、隊長（ブライアン）に命を預けたと語り、引き続き遊撃部隊と行動を共にする。
必殺技は手裏剣を複数投げ、範囲攻撃できる遠距離攻撃「無双手裏剣」。機動力と攻撃力、回避率がそこそこある反面、防御力は期待できないので運用には工夫が必要なキャラ。
ロイス・ヘッグマイヤー
声 - 皆口裕子
アルカディア解放軍の軍師、コウメイの元で活動していたヒューマンの戦士。女性。剣とトンファーの二刀流の使い手。四提督の一人ルークの実の娘。そのため帝国と浅からぬ因縁があり、打倒帝国を行動理念としている。なお、ヘッグマイヤー一家の因縁は次作、『WSP』にも影響している。
必殺技は剣と蹴りの二段攻撃を行う「フリントライヤー」（SS版では剣とトンファーの二段攻撃に変更されている）。リメイクでは、回転しながら剣を振りまわして攻撃する範囲攻撃「ターンスラッシュ」が追加された。バランス型の性能だが、前衛としてはHPは低め。
シシマル
声 - 銀河万丈
風来坊として各地を流れ歩くレオの剣士。東方かぶれで、武器は刀の二刀流、防具は東方の具足を着用する。
必殺技は右手の居合いと左手の斬撃の二段攻撃「抜刀牙居合い抜き」。戦士系ユニットとしては優秀だが、風属性の耐性がないため魔法使い系の敵がいるMAPでは運用に注意が必要なキャラ。
クリストファー・ティグット
主家が滅亡したため、路頭に迷い、妄想癖を発症したセントール族の騎士。槍を武器とする。かつては騎士団を率いたほどの猛者だったらしく、老いたりとはいえ戦闘能力は決して低くない。ブライアンを騎士道の鑑と勝手に見なしてついてくる。スクーデリアのドン・キホーテ。
必殺技は蹄で相手を踏みつける「トゥスタンプ」。リメイク版でのみ存在する。能力的には、防御力・機動力に優れる。
メラネウス
大戦末期に製造され、今はガスト・ダークノアが教育している魔法生物、ガーゴイルの飛行騎士。槍と自らの鉤爪を武器とする。ガストに命じられて第3遊撃部隊に加わる。高い知性を持っているが、自我がどの程度発達しているかは不明。
SFC版では人語を話せるが、リメイクではガーゴイル語でしか喋れなくなってしまう。
必殺技は両手の鉤爪で攻撃する「パラライズクロー」。リメイク版でのみ存在する。飛行ユニットだが、攻撃力・防御力ともに高い。
ジェダ・クロウニー
リビティーナを引きつれ各地を放浪するドラゴンライダーの傭兵。槍を装備する。その素顔を仮面で隠しており、過去も知られていない。キャンプで相棒のリビティーナを口説くのに苦労したとのぼやきが聞ける章がある。
必殺技はリビティーナが吐く雷属性のブレス「サンダーブレス」。リブラ値の変遷（ニュートラル、またはカオス寄りでシェーンが仲間にならなかった場合）によっては最初に部隊参加する飛行ユニットのキャラ。加入時は攻撃力・防御力ともに高いものの成長率はやや低い。ジェダを乗せているためか他の飛行ユニットキャラより移動範囲が1マス少ない。
リビティーナ
ジェダの騎乗するメスドラゴン。年を聞くのはタブーのようである。赤竜とよばれる種族で、フェーダ作中ではかなり希少な種族といわれる。
スティンガー
クーデターが発生したことを聞きつけ本土からやってきた武器商人。本土から持ってきた物資を売りつくし前途を考えていたところに第3遊撃期部隊と出会い、売れ残った怪しげな武器（本人曰く「はいてく」）を手に取り、傭兵として参加する。武器は前述の「はいてく（タイホウとよばれるバズーカのような武器）」のほか、腰に携えた拳銃のような武器を使用する。金にうるさく、キャンプでは「弾代もタダではない」と語る章がある。
必殺技は「タイホウ」を連発し、複数の敵にダメージを与える範囲攻撃「ボルトファニング」。遠距離専門のキャラで、高い間接攻撃を得意とする一方、HP・防御力が低い。SFCではボルトファニングを2発撃てるまでMPが伸びたが、リメイク版ではMPの成長率が下げられ、ほぼ初期値から変わらなくなった。

##### ロウ・ユニット
個人差はあるが、リブラ値がLow寄りでないと入隊しない、もしくは脱退するユニット。
エリス・ウッドランド
声 - 小森まなみ
両親を戦災で失い、弟のトムを抱えてバーゼル村でひっそりと暮らすアルシデアの女性。回復魔法を得意とするが、およそ戦争に関すること全てに激しい拒否反応を示すため、本人は大して魅力を感じていない様子。ブライアン一行に対しても当初は快く思っていなかった。トムの姉ということもあってか、カオスの第一称号であるジェノサイドにならない限り脱退しない。リブラ値の変遷によっては、ブライアン一行が到着する前にバーゼルの村が襲撃されるため行方不明になることもある。
防御力・HPがかなり低いが攻撃手段を一切持たないので敵に接近する必要はない。回復魔法の行使にのみ専念するキャラ。
コノリー・ラフレシア
声 - 丹下桜
アルシデアの少女。戦災孤児で、アルデンヌの森攻略で第三遊撃部隊に加勢した後アインに懐き、なし崩しで入隊する。ロウ・ユニットではあるものの、最もカオス寄りのジェノサイドを称号としていても脱退しない（リメイクではニュートラルキャラに修正された）。幼いながら攻撃魔法の実力は確かで、ガストに次いで膨大なMP成長を見せる。また、身の危険を感じると瞬間転移する特殊能力を持っており、このためコノリーのみは戦闘不能となっても収容所送りにならない。古代文明に繋がりを持つらしい。
氷属性の魔法を得意とする魔法使いキャラ。風属性のエアボルトも使える。杖でも攻撃可能だが、非力でダメージは期待できない。
アービー・ヘクツォール
アルカディア解放軍の特殊諜報員。ムキムキのカーカル。かつてアルティメットファイティングで相手を死に至らしめた過去があるらしい。武器はもたず、拳（そのため装備は手袋や手甲）で戦う格闘家。終盤にトールマンになにやら不審な気配を感じていることを洩らす。
必殺技は拳を高速で繰り出し、複数の敵を攻撃する範囲攻撃「レイジングブロウ」。武器をもたないので攻撃力は弱めだが、HP、防御力にすぐれ前衛の壁役に最適なキャラ。
ジニー・ロックウェル
本土では名の知れた名門の跡継ぎであるセントールのお嬢様。槍を武器とする。武者修行のために遍歴の騎士としてスクーデリアに流れ着いた。剣の腕を磨くため、第3遊撃部隊に参加する。登場当初は未熟さを感じさせるが、鋭い槍捌きをしその才能の高さをブライアンに見抜かれる。
必殺技は相手に槍を投げつける「ピアシングランス」。リメイク版にのみ存在する。登場当初こそ、HPが心もとないが、地道にレベルUPしていくと大きな成長を見せるキャラ。セントールの特徴である機動性の高さ、防御力の高さもあり前衛として優秀なユニットに成長する。
シェーン・ウレイドバーグ
ロイス・ヘッグマイヤーの元で行動していたクラナスのアルカディア解放軍工作員。剣を装備し（ゲーム上では槍系武器を装備可能）、盾で身を守る。ヘッグマイヤー家でロイスに仕えていたために、ロイスを「お嬢様」と呼び、丁寧な言葉遣いをする。
装備できる武器は槍系だが、リメイクでの戦闘アニメではソードを持っている。
必殺技は剣を振り下ろしながら敵に突撃する範囲攻撃の「ノーズダイブ」。リメイク版にのみ存在する。
シム・エムス
前身は不明だが、かつて率いていた部隊をコロッサス一機に全滅させられた経緯を持つマシンヘッド。武器は右腕に内蔵した銃ないし火炎放射器。神学校の教師をしつつ雪辱の機会を狙っており、コロッサス打倒のために第3遊撃部隊に入隊する。
必殺技は火炎放射器を放出する「フレイムショット」。クラスの相性のため戦士系のクラスに対しては普通の攻撃力だが、魔法使い系のクラスに対しては驚異的な攻撃力を発揮する。風属性以外の耐性が高く、物理攻撃力に対する防御力も高いため壁役として優秀なキャラ。
リチャード・バルテュークス
バルフォモーリア帝国の重鎮、バート・バルテュークスの息子。当然ドラゴニュートであるが、リベラルな性格の革新主義者であり、思想的に父であるバートと対立したことから、パド村で処刑されかけていたところを第3遊撃部隊に救われ、行動を共にするようになる。剣を装備（一部の刀系武器も装備可能）。
必殺技は自らの口から吐き出す「ファイヤブレス」。攻撃・防御力に長けた戦士系だが、機動力に少し難がある。
エル・ノースウィンド
エルフのソーサーラー。己を磨くために寺院に滞在していたところをブライアン一行と出会う。老師の薦めでブライアン一行と行動を共にする様になるが、それでも自己研鑽以外のことにはほとんど興味を示さない。
風属性エアボルトの魔法を得意とするため、耐性をもたないマシンヘッド系の敵との戦いに重宝する。補助系魔法のマジックバリアも役に立つ。ナイフも装備しているが、攻撃力が低いため威力は微々たるもの。魔法使い系の例に漏れず防御力・HPは低い。
ボルボー
リメイク版のみ仲間にすることができる。
最高の攻撃力と守備力を持つが移動力が1しかない鈍重さが玉に瑕。必殺技は広範囲に攻撃するブレス「ストームブレス」。

##### カオス・ユニット
個人差はあるが、リブラ値がChaos寄りでないと入隊しない、もしくは脱退するユニット。
シェリー・ラクソマーコス
ウルフリングの女性剣士。過去にアインと微妙な関係にあったらしい。フレイアの幻影の森に捕らわれていたところを第3遊撃部隊に救われて、行動を共にする様になる。
SFC版では、斬撃を複数繰り出す幻の必殺技「幻影斬」を持っていることでも名高い（リメイク版では修正され、使用できるようになった）。良くも悪くもウルフリング族の特徴をもつため、攻撃力・回避率が高い一方打たれ弱いが、レベルUPとともにHPがUPすれば必殺技とあわせ欠点を補って余りある戦力となるキャラ。
リョウカン
敵の魂を黄泉に送ることを功徳と言いきり、女と酒に目がない破戒僧。槍を武器とする。反帝国とブライアン等に対する個人的な興味で入隊する。入隊チャンスが二度ある希有なキャラ。
必殺技の死の波動がボスにも効くためSFC版ではボス殺しに活躍したが、リメイクでは効かなくなった。リブラ値の変遷（カオス寄りでエリスが仲間にならない場合）によっては初の回復魔法を使えるキャラ。加えて、戦士系に比べれば威力は低いが槍による通常攻撃もでき、魔法耐性も高いなど総合的に優れている。
ソニア・ブルームーン
アルデンヌの森に住むダークエルフの女性。鞭を武器とする。近隣では「魔女」と恐れられ、実際魔法にも長けているが、基本的には森を護るためにしかその力を振るうことはない。森を蹂躙した帝国軍に対する怒りから第3遊撃部隊に参加する。
火属性の魔法を習得する一方、武器の「鞭」に付加効果（もっとも強力なもので即死）があるので単純な魔法使いとは違った運用もできるキャラ。
ランス・スレイダース
かつてはれっきとした騎士であったが、主家が滅亡したために、はぐれ騎士を集めて山賊集団の長に収まっているセントールの騎士。かつてはクリストファーの部下であり、その縁があり入隊する。戦闘アニメやイラストでは長柄の斧を武器としている（ゲーム上では槍系を装備）。
必殺技は膝を相手に叩き込む「ニークラッシャー」。防御力、機動力に優れる前衛ユニットとして申し分のないユニット。HPも高めだが、HPの成長速度は緩い。
ティータ・ブレイド
スクルド砂漠に位置する神殿で一人、砂漠の守り神「デ・サルート」を護るグリフィスの女性神官。槍と盾を装備する。「デ・サルート」の兵器転用を狙った帝国に拉致されかけた所を第3遊撃部隊に救われる。キャンプでの物腰は穏かだが、戦闘では猛々しい一面を覗かせる。
HPも平均以上でMPの成長度も高い。飛行キャラで機動力に優れ、通常攻撃の威力もなかなか。さらに火属性魔法のフレアを使えるなど総合的に高い性能を有する。
ガスト・ダークノア
ギースの密林で神と崇められるヒューマンのウィザード。コウメイの古い知り合いであるが、大戦末期のトラウマから性格は完全に破綻しており、称号が最もカオス寄りのジェノサイドの時でさえ「なまぬるい」と不平を漏らす。
コノリーを凌いで凄まじいMP量を誇り、MP消費の高いガイア系魔法を乱発する上、魔法系キャラにしては防御力が高く、前線に出てもあっさりとは倒れない。若かりし頃は色男だったとのこと。
ベルセルク
リメイク版でのみ登場。とある帝国の補給基地を襲撃し、基地を調査すると仲間になるマシンヘッドの戦士。斧を武器とする。
必殺技は強力なパンチをお見舞いする「ハードナックル」。攻撃力、防御力、HPに優れるが機動力と、魔法耐性に難があるキャラ。

##### その他
トム・ウッドランド
スクーデリア大陸に住むアルシデア族で帝国軍の武器をかすめ取って生計を立てていたが、脱走中のブライアン達と出会い行動を共にするようになる。キャンプの留守を守り、主人公たちといつも少年らしい挨拶を交わしているが、密かに同族の少女コノリーに好意を抱いていて、アインにそのことをからかわれるイベントが一度だけ発生する。
リブラ値の変遷によっては姉のエリスが行方不明となるので、姉を探すためキャンプから離れる場合もある。
ジム・ショリー
ブライアン達が第3独立遊撃部隊になってから、セーブを担当しているメガネのアルシデア族。
名前の由来はおそらく、『事務処理』と思われる。
コウメイ
声 - 八奈見乗児
水牛と思われる種族の獣人。アルカディア解放軍の首脳であり、ブライアンら第3独立遊撃部隊の後ろ盾となり、アンデラ・バルザークの獄中からの救出やアクセレイセス総督追討など数々の困難な作戦に彼らを従事させる。第3独立遊撃部隊を高く評価しているが、その突出した能力ゆえに酷使される状況に、アインはボヤキを漏らしている。
アンデラ・バルザーク
声 - 銀河万丈
アルカディア解放軍の精神的支柱であり、政治的指導者に就任する人物。獣人種族ながら、どの種族かは不明。獄中から解放されても、なおコウメイの出馬要請を固辞し、再三の要請にやっと応えるなど、政治的な動きには慎重な考えを持っていたことがうかがえる。彼が代表となることで、ようやくアルカディア解放軍は帝国に対する政治勢力としての陣容を整えた。
オモット・アクセレイセス
コバルト総督の実の伯父であるグルナレイム。コバルト総督のような選民思想とは無縁のスクーデリア地方の宗教的指導者であり、法王と崇められ、帝国と解放運動の抗争からも中立を貫いている。戦闘要員には見えないコノリーに、コバルトの野望を阻む力が秘められていることを見抜く。
マミリーナ
声 - 小森まなみ
ルークに左腕を切断されたブライアンを看病しているアルシデア族の看護士。
トールマン
声 - 曽我部和恭
コウメイの代わりとしてアンデラ奪回作戦の参謀として参戦する。
リメイク版で最後に何者と会話をしているが、その時にダーク卿と呼ばれていた。

##### ボツになった仲間キャラ
フライディ
ランドストーカーのフライディにやや似た外見だが、ボツになった。
ゴルゴダ
当初はジェノサイドになると全ての仲間が居なくなる予定だったため、救済キャラとして用意されていた。
ローブをまとった骸骨の二刀流剣士。

#### バルフォモーリア帝国
コバルト・アクセレイセス
声 - 銀河万丈
バルフォモーリア帝国スクーデリア総督。野心家のグルナレイムで、その過激な主張ゆえ、元老院にあっては異端児とされ、辺境のスクーデリアに総督として任じられるという形で中央から追われた。配下に四提督を従えて圧政を敷いており、自らの価値観念に基づいて先住民族であるヒューマンやアルシデア族などを根絶させようとしている。
バート・バルテュークス
声 - 池水通洋
四提督の一人、魔獣師団団長。ドラゴニュートの剣士で、完全な保守派。それでもルークと並んで四提督の中では割合に真っ当な性格だが、ヒューマンを含めた多くの種族をゴミ扱いしている。政治的思想から何から息子のリチャードとは反りが合わず、激高したリチャードが詰め寄った際には、躊躇うことなくリチャードの処刑を配下に命じている。
必殺技は自らの口から吐く「サンダーブレス」。
ルーク・ヘッグマイヤー
声 - 屋良有作
四提督の一人、近衛師団団長。名門ヘッグマイヤー家の当主で、ヒューマンの剣士。ヒューマンが社会的に下級種族とされるバルフォモーリアの、しかも殊にヒューマン嫌いのコバルト配下にあって師団長の地位にある希有なヒューマン。既に相当の老齢であるが、剣の腕は衰えておらず、立ち会えばブライアンの片腕を切り落とすほどの冴えた業前を見せる。
必殺技は闘気を剣に乗せ放つ「オーラブレード」。
ラセツ
四提督の一人、猟兵師団団長。アームドウィングの剣士。トビカゲとは師を同じくする間柄であるが、思想の違いからラセツが師の首を落として出奔した経緯があり、それを追ってきたトビカゲとの間で東方を遙か離れたスクーデリアでの仇討ちが繰り広げられる。
必殺技は分身を放って複数方向から斬りかかる「無双襲撃斬」。
フレイア・ダークウッド
声 - 鶴ひろみ
四提督の一人、魔獣師団団長。来歴不詳のダークエルフのウィザード。膨大な魔力を誇る一方、自ら魔導改造を施し、半機械化した肉体によって戦士なみの肉体ポテンシャルを持つ。性格はサディスト。ブライアンを仲間に誘ったが断られる。
コロッサス
コバルトが作り上げたマシンヘッド。多くの戦闘兵器とは異なり、自律思考を持ち、他律型の機械兵を率いて第3遊撃部隊の前に立ちはだかる。自律型のマシンヘッドではあるが、主であるコバルトには絶対の忠誠を誓っている。
腕部から銃弾を連射する「パルサーカノン」という必殺技をもつ。
タスク・ブレストレート
声 - 緑川光
ブライアンとおそろしく複雑な因縁を持つヒューマンの剣士。二刀流の使い手。かつて、とある戦場で死にかけたところを四提督の一人であるラセツに救われた経緯を持ち、以来ラセツの下で特殊部隊「ブラッディー・ローズ」を率いて活動している。剣の腕はブライアンとほぼ互角だが、メンタル面の弱さでブライアンに競り負けているらしい。必殺技は「スパイラル・エッジ」。
最初雑誌に公開されたイラストでは、ブライアンではなくタスクの顔に傷跡があった。
アルノス
元帝国軍治安執行部隊の部隊長。部下であったブライアンの反逆を原因に左遷され、帝国軍生体研究所の所長に収まった。この研究所でヒューマンを生体兵器「デミ・ヒューマン」に改造する薬物を開発していたため、アルカディア解放軍と、元上官であるアルノスの蛮行を阻止しようとしたブライアン等一行の臨時共同戦線によって生体研究所は壊滅の憂き目にあう。毒矢を使う、デミ・ヒューマンを盾にすると卑怯の限りを尽くした挙げ句にブライアン等に破れ、なおもファンケルンで脱出を試みるが中途で自らが改造したデミ・ヒューマンにおそわれて最期を遂げる。

### フェーダ2の登場人物

#### ホワイトサージ
ハーベイ・ウィンストン
声 - 塩沢兼人
軍人の一族に生まれるが、困窮するヒューマンの姿に耐えかねて一兵卒として軍に入隊する。入隊後はその頭角を現し、海軍特殊部隊に所属するが、ヒューマンに対する暗黙の差別から「落ちこぼれ部隊」であるホワイト=サージの隊長を任されることになった。皮肉屋のシニシストであり、副長のトムとはウマが合う様子。解説にマルチな戦闘能力を持つ、とある通り、可もなく不可もないステータスを持ち、兵装を切り替えることで大抵の相手とそれなりに渡り合えるが、反面これと言った決め手に欠けるユニットでもある。
兵装「機動白兵戦」「重装迎撃兵」「MES練術」「機動飛行兵」
アイン・マクドガル
声 - 郷里大輔
『EOJ』からの続投キャラクター。グスコー王国義勇軍に参加中にホワイト=サージに出会い、参入する。ウルフリングの剣士としてスクーデリアに起きたルクソドール革命を戦い抜いた歴戦の猛者であり、兵士達の間では「銀色の雷鳴」の二つ名で半ば伝説と化しているが本人は大袈裟な二つ名に戸惑っている様子。前作よりも更に東方趣味が進み、武装が刀に袴など、本作では完全に「侍」と化している。兵装が一種類のみと他のキャラクターに比べても少ないが、「銀色の雷鳴」の二つ名は伊達ではなく、その戦闘能力は他のキャラクターを二回り程は上回る。
兵装「侍」
M2・ブラッドレー
声 - 銀河万丈
ビルガンテス公国近衛陸戦師団長の肩書きを持つ重装歩兵のドラゴニュート。ビルガンテス公国筆頭元老特使であるバート・バルテュークスとは古い友人であり、バートから再三に渡って閣僚入りの要請を受けるも、現場にこだわって固辞し続けている。戦闘員兼ホワイト=サージのお目付役として部隊に同行するが、バートとは異なりホワイト=サージの面々とも気さくに会話を交わしている。重装兵としての高い攻撃力と防御力がウリである反面機動力や魔法防御力は弱く魔装兵相手には苦戦するケースもある。
兵装「重装突撃兵」「龍族近衛兵」
シンシア・シーブルー
声 - 山崎和佳奈
マーシャと出身地を同じくする少女。フォレストエルフの魔装兵で、まだ幼いながらその魔法の資質は群を抜いている。本人は至って暢気な性格であるが、その性格故かカタロフ共和国によって掠われて洗脳を施された後、カタロフの戦線に投入され「デロスカラベの魔女」と呼ばれ恐れられていた。ホワイト=サージとの戦闘後に洗脳が解け、そのまま部隊に参入する。兵装の切り替えで攻撃も回復もこなせる万能のユニットであり、各種特殊技のコストパフォーマンスも悪くないため、後半戦の要にもなる。
兵装「攻撃魔装兵」「看護魔装兵」
トビカゲ
『EOJ』からの続投キャラクター。アインと同じくルクソドール革命を戦い抜いたアームドウィングの「忍び」であり、現在はハーネスエイで「忍び」として活動している。ハーネスエイが保有する戦略兵器の強制停止ミッション中に突如として出現し、部隊に参入する。忍びのためか、機動力には優れるが、反面防御力が低く使い処が難しい。
兵装「超忍者」
トム・ウッドランド
声 - 緑川光
『EOJ』からの続投キャラクター。姉であるエリス・ウッドランドが所属する第三遊撃部隊と共にルクソドール革命を生き抜いたアルシデア。前作では非戦闘要員だったが、本作では魔装兵として戦闘に参加、前作から変わらず楽天的で、自らの術を「アート」と呼ぶナルシスティックな一面も見せる。戦争を嫌う姉とやりあった末に軍に入隊、現在は隊長であるハーベイの良き相棒を名乗るホワイト=サージの準隊長格であり、戦闘時はテールエンド（後方支援）チーフを務める。魔装兵ゆえ、その魔法防御力は高く、属性攻撃などにも耐性を持つ。また攻撃寄りの魔装兵であるため、四大元素それぞれに兵装を持ち、範囲攻撃の特殊技も多い。
兵装「炎獄魔装兵」「水燐魔装兵」「烈風魔装兵」「冥土魔装兵」
デバイス
声 - 青野武
千年戦争終盤からの軍歴を持つヒューマンのガンナー。火薬や爆発物に関するエキスパートであるが、作戦中の飲酒が度重なりホワイト=サージに左遷されてきた。素面の時は温和な性格だが、常時酒を手放すことがないため素面の時は皆無と言っていい程少ない。飲めば愚にもつかないことを呟き続けている。要は飲兵衛のおっさん。しかし、部隊内最年長と言うこともあって、精神的な面ではリーダー的役割も果たしている。防御力は並か、並よりやや上、と言うところだが、攻撃力が高く、また特殊技に範囲攻撃が多いため、殲滅戦の要として運用が可能。反面、兵装にかかるOPMが軒並み高いのが難点。
兵装「後方攻撃兵」「超重兵器兵」「拠点防衛兵」
ニコライ・シーチェ
元エルバニア連邦のレジスタンスで、クラナスの飛空兵。捕虜収容所から脱走した際、ホワイト=サージに救出された縁で、部隊に参入する。機動力を活かした奇襲戦や一撃離脱の戦法を得意とする。各ステータスがそれほど高くないので斬り込ませすぎると危険。運用にプレーヤーの手腕が問われるユニットである。
兵装「遊撃飛空兵」「強襲飛空兵」
マーシャ・バーンウッド
声 - 小山茉美
ホワイト=サージのセカンドアタック（主攻撃）を担当するシェードエルフのファイター。探索・情報収集に長けるほか、暗殺の腕も一流で、肉弾戦での殺傷能力が高い。アルカディア軍内でも、セックススキャンダルとオーバーキルで知られた問題児であったが、とある軍幹部とスキャンダルを起こし軍法会議は免れたものの、ホワイト=サージに左遷される。安定したステータスを持っており、兵装に拘わらず安定した運用が出来るユニット。近接戦限定ながら範囲攻撃も仕えるため、応用範囲は広い。
兵装「肉弾白兵戦」「特殊暗殺兵」「肉弾MES」
ミネルバ・ライラック
声 - 萩森侚子
双頭の龍、シェルファーに跨り戦場を駆けるフォレストエルフの騎兵。ホワイト=サージの副長であり、戦闘時のトップフォワード（先陣突撃）を勤める。ハーネスエイ近衛兵団提督を代々輩出する名家に生まれたが、王族との破談により国にいられなくなり、アルカディアに流れ着いた挙げ句、ホワイト=サージに身を落ち着けた。戦場でも生き方でも哀しいくらい真面目な性格をしている、と解説にある通り、ホワイト=サージほぼ唯一の常識人。隊長のハーベイが真面目さとは縁のない性格のため、部隊の常識はほぼミネルバ一人が担当しており、胃の痛みそうな描写がそこかしこに見られる。騎兵のため騎乗時と非騎乗時では性能が大きく異なるが、騎乗時は機動力を活かした遊撃、非騎乗時は多彩な特殊技を用いた運用が可能である。
兵装「超獣騎乗兵」「機動親衛兵」
レイス
ビルガンテス公国近衛兵にして、バートの忠実な側近。多様な兵装を搭載可能なマシンヘッドで、M2と共にホワイト=サージのお目付役として部隊に参入する。一応、攻撃兵装も搭載可能なマシンヘッドであるが、序盤から中盤にかけて他に回復系ユニットがいないために、貴重な回復ユニットとして重宝することになる。回復ユニットとはいえ、マシンヘッドであるために防御力もそれなりにあり、前線に出すことも可能な、運用範囲の幅広いユニットである。
兵装「後方支援兵」「回復支援兵」「迎撃撃退兵」
ジル

タイタン

#### それ以外の敵
クリフォード

ステファン
声 - 島田敏
レジーナ・ヘッグマイヤー
声 - 桑島法子
ロイス・ヘッグマイヤーの妹。
ミカド
声 - 銀河万丈
ダーク卿
声 - 曽我部和恭
アイン・マクドガルに対面した時に、以前解放軍にいたトールマンだと判明する。

## 専門用語
亜人類連合
かつてミルドラス=ガルズ全土を覆った「ミレニアムナイトメア」戦役において戦争の発端となったヒューマンに対してヒューマン以外の亜人類が結成した連合。作中確認出来る限りではドラゴニュート、グルナレイム、リザードマンが所属しているが、その他の種族に関しては詳細不明。作中の発言などを見る限り、中立の種族が居た可能性もある。大戦後にこの亜人類連合から誕生したバルフォモーリア帝国においてはドラゴニュート族とグルナレイム族が実権を握っている。
アルカディア解放軍
思想家アンデラ・バルザークの活動により帝国から自由を奪取するべく結成された反帝国組織。主人公・ブライアンは第三遊撃部隊と称される傭兵部隊を指揮し、各地でゲリラ活動を繰り返しながら旅を続ける。
終焉の四賢者
強力な魔力を秘めた伝説の古代兵器。600年前にミルドラス＝ガルズの北方で使用され、ヒューマンの拠点を壊滅。大陸も跡形もなく消し飛んだ。この跡地は「ファントムゾーン」と呼ばれ、終焉の四賢者発動以来、暗黒地域となっている。
バルフォモーリア帝国
総帥シエナ・ブラフォードを筆頭に組織される共和国。ミルドラス＝ガルズ大陸を武力で統一した強大な国家でドラグニュートやグルナレイムなどの上級種族が支配している。物語の舞台となるスクーデリア大陸はグルナレイムのコバルト・アクセレイセス総督が統治を任され、傘下には様々な特殊部隊が存在している。
ファントムゾーン
ミレニアムナイトメア戦役末期に終焉の四賢者発動によって半ば消滅したミルドラス=ガルズ北東部の総称。かつてはヒューマンの拠点があったが、終焉の四賢者発動によってミルドラス=ガルズ全図からもはっきりと分かるほどに巨大なクレーター状に大陸自体が変形していることからも終焉の四賢者の破壊力が窺い知れる。その出自のためかミルドラス=ガルズでは暗黒地域として扱われており、半ば未踏域と化している。FEDA第三作の舞台予定地。
ミレニアムナイトメア
ヒューマンの欲深さが原因とされる多種族間戦争で、千年に渡って繰り返させる。当初はヒューマン対亜人類連合と言う種族間同士の争いという図式だったが、戦いが長期化したことで次第にその目的や意義が失われつつあった。しかし、大戦末期に亜人類連合側の一種族であるグルナレイム族が終焉の四賢者を発見・発動したことによりヒューマン陣営は大打撃を受け、戦局は大きく転換。最終的には亜人類連合陣営を母体としたバルフォモーリアの建国によって終息を迎えた。

## スタッフ
- プロデューサー・脚本:折茂賢二
- 原案・監督・キャラクターデザイン:玉木美孝
- メインプログラム:山本雅康
- 音楽:えのもとひでこ (＝榎本英彦)

## 関連書籍
- フェーダシークレットファイル WITH ストーリーCD（カドカワムック）